# Heinkel He 178
Heinkel He 178 var verdens første turbojetfly og havde sin debut i 1939. Den havde en topfart på 650 km/t og var derfor det hurtigste fly på daværende tidspunkt.